# Liste der Brücken über den Werdenberger Binnenkanal
Die Liste der Brücken über den Werdenberger Binnenkanal enthält die Werdenberger Binnenkanal-Brücken von der Quelle bei Sevelen bis zur Mündung in den Alpenrhein bei Lienz.

## Brückenliste
33 Brücken überspannen den Kanal: 16 Strassenbrücken, 11 Feldwegbrücken, zwei Fussgängerbrücken, zwei Eisenbahnbrücken und zwei Rohrträgerbrücken.
| Bild | Name                                  | Ort      | Lage | Funktion                                                                       | Konstruktion   | Material    | Länge in m | Höhe m ü. M. | Bemerkungen |
| ---- | ------------------------------------- | -------- | ---- | ------------------------------------------------------------------------------ | -------------- | ----------- | ---------- | ------------ | --- |
|      | Chessiweg-Brücke                      | Sevelen  |      | Feldwegbrücke                                                                  | Balkenbrücke   | Beton       | 16         | 460          | Wanderland-Route 1 Via Alpina (Etappe 1 Vaduz – Sargans) Flussaufwärts befindet sich das national bedeutende Auengebiet Rheinau/Cholau. |
|      | Inselweg-Brücke                       | Sevelen  |      | Strassenbrücke (eingestürzt)                                                   | Fachwerkbrücke | Stahl       | 10         | 458          | Eine in den 1880er Jahren gebaute Stahlbrücke wurde halbiert und eine Hälfte am Binnenkanal aufgestellt. 2021 stürzte die Brücke unter der Last eines rund 30 Tonnen schweren Lastwagens ein.                                                          |
|      | Rheinstrasse-Brücke                   | Sevelen  |      | Strassenbrücke (dreispurig) mit Trottoirs 331.1 72                             | Balkenbrücke   | Beton       | 20         | 457          | VLM-Buslinie 24 (Sevelen – Vaduz) Bei der Brücke befindet sich die kantonale Messstation Werdenberger Binnenkanal – Sevelen, Rheinstrasse (3203). Sie wurde 2021 installiert.                                                                          |
|      | Bergersguet-Brücke                    | Sevelen  |      | Feldwegbrücke                                                                  | Fachwerkbrücke | Stahl       | 13         | 456          | Bei der Brücke befindet sich die kantonale Messstation Werdenberger Binnenkanal – Sevelen, Bergerneuguet (3201). Die Messstationen Rheinstrasse und Bergerneuguet werden zurzeit parallel betrieben. Die Station Bergerneuguet wird später aufgehoben. |
|      | Ranser Rheinweg-Brücke                | Sevelen  |      | Feldwegbrücke                                                                  | Balkenbrücke   | Stahl Beton | 16         | 454          | |
|      | Weidweg-Brücke                        | Buchs    |      | Feldwegbrücke mit Rohrleitungen an den Brückenwänden                           | Balkenbrücke   | Beton       | 16         | 452          | Wanderweg |
|      | Auweg-Brücke                          | Buchs    |      | Feldwegbrücke mit Rohrleitung an der Brückenwand                               | Balkenbrücke   | Beton       | 20         | 451          | |
|      | Rheinaustrasse-Brücke                 | Buchs    |      | Strassenbrücke (zweispurig) mit Trottoir                                       | Balkenbrücke   | Beton       | 17         | 450          | Veloland-Route 2 Rhein-Route (Etappe 3 Chur – Buchs) und Route 9 Seen-Route (Etappe 9 Niederurnen – Buchs) |
|      | ÖBB-Brücke                            | Buchs    |      | Eisenbahnbrücke (eingleisig)                                                   | Balkenbrücke   | Stahl       | 20         | 450          | Höchstgeschwindigkeit 90 km/h Die Bahnstrecke Feldkirch–Buchs überquert die Brücke. Die Strecke wurde 1872 eröffnet. Das Bauwerk überquert auch zwei Kanalwege.                                                                                        |
|      | Rohrträger-Brücke                     | Buchs    |      | Rohrleitungsbrücke                                                             | Balkenbrücke   | Stahl       | 18         | 450          | |
|      | Brücke beim Freibad Rheinau           | Buchs    |      | Fussgänger- und Velobrücke                                                     | Balkenbrücke   | Beton       | 16         | 450          | Verbot für Tiere (Pferd) Skatingland-Route 410 Riau Skate (Buchs – Rheinau – Sevelen – Buchs) und Route 411 Werdenberg Skate (Buchs – Gams – Salez–Haag – Buchs) Wanderweg                                                                             |
|      | A13-Autobahnauffahrt-Brücke           | Buchs    |      | Strassenbrücke (einspurig) mit Trottoir                                        | Balkenbrücke   | Beton       | 25         | 450          | Einbahnstrasse |
|      | Rheinstrasse-Brücke                   | Buchs    |      | Strassenbrücke (zweispurig) 71                                                 | Balkenbrücke   | Beton       | 25         | 450          | Höchstgeschwindigkeit 50 km/h VLM-Buslinie 12 (Triesen – Schaan – Buchs) |
|      | Brücke unterhalb Rheinstrasse         | Buchs    |      | Strassenbrücke (einspurig) mit Trottoir                                        | Balkenbrücke   | Beton       | 25         | 450          | Einbahnstrasse Höchstgeschwindigkeit 60 km/h |
|      | Fuchsbühelstrasse-Brücke              | Buchs    |      | Strassenbrücke (zweispurig)                                                    | Balkenbrücke   | Beton       | 30         | 450          | |
|      | Rohrträger-Brücke                     | Buchs    |      | Rohrleitungsbrücke                                                             | Balkenbrücke   | Stahl       | 22         | 445          | Fernwärme-Transportleitung des Vereins für Abfallentsorgung (VfA) Buchs. |
|      | Langäulistrasse-Brücke                | Buchs    |      | Strassenbrücke (zweispurig) mit Trottoir                                       | Balkenbrücke   | Beton       | 20         | 445          | Veloland-Route 555 Fünf-Schlössertour (Buchs – Sargans –Vaduz – Buchs) |
|      | Stöck-Brücke                          | Buchs    |      | Feldwegbrücke                                                                  | Balkenbrücke   | Beton       | 24         | 444          | Während der Renaturierung des Bachlaufs wurde die Brücke 2017 neu erstellt. Höchstgewicht 26 t |
|      | Steg bei Buchserau                    | Buchs    |      | Fussgängerbrücke                                                               | Fachwerkbrücke | Stahl       | 21         | 443          | Während der Renaturierung des Bachlaufs wurde die Brücke 2017 neu erstellt. |
|      | Ochsensand-Brücke (Sennwalderstrasse) | Buchs    |      | Strassenbrücke (zweispurig) mit Trottoirs und Rohrleitung an der Brückenwand 1 | Balkenbrücke   | Beton       | 44         | 443          | Die Brücke wurde 2023 neu erstellt. Höchstgeschwindigkeit 80 km/h Nordöstlich befindet sich das Naturschutzgebiet Wiesenfurt mit einem national bedeutenden Flachmoor und Amphibienlaichgebiet.                                                        |
|      | Stangenweg-Brücke                     | Grabs    |      | Feldwegbrücke                                                                  | Balkenbrücke   | Beton       | 16         | 442          | Wanderweg |
|      | Rheinstrasse-Brücke                   | Gams     |      | Strassenbrücke (zweispurig) mit Trottoir 433                                   | Balkenbrücke   | Beton       | 28         | 441          | Höchstgeschwindigkeit 60 km/h BOS-Buslinie 411 (Sennwald – Gams – Bendern) Wanderweg |
|      | Simmi-Brücke                          | Haag     |      | Feldwegbrücke                                                                  | Balkenbrücke   | Beton Stahl | 21         | 440          | Skatingland-Route 411 Werdenberg Skate (Buchs – Gams – Salez–Haag – Buchs) Wanderweg |
|      | Hauptstrasse-Brücke                   | Salez    |      | Strassenbrücke (zweispurig) mit abgetrenntem Trottoir                          | Balkenbrücke   | Beton       | 38         | 437          | Höchstgeschwindigkeit 80 km/h Wanderweg |
|      | Bergersguet-Brücke                    | Salez    |      | Strassenbrücke (einspurig)                                                     | Balkenbrücke   | Beton       | 23         | 437          | |
|      | Äuli-Brücke                           | Salez    |      | Feldwegbrücke                                                                  | Balkenbrücke   | Beton       | 24         | 436          | Wanderweg Die hydrometrische Messstation Werdenberger Binnenkanal – Salez (2187) vom Bundesamt für Umwelt (BAFU) befindet sich 400 m flussabwärts auf der linken Flussseite.                                                                           |
|      | Hof-Brücke (Ruggellerstrasse)         | Sennwald |      | Strassenbrücke (zweispurig) mit abgetrennten Trottoirs 434.1                   | Balkenbrücke   | Beton       | 35         | 435          | Höchstgeschwindigkeit 50 km/h VLM-Buslinie 37 (Sennwald – Nendeln) Wanderweg Zwischen dem Rheintaler Binnenkanal und dem Werdenberger Binnenkanal befindet sich das Smaragd-Gebiet Galgenmaad-Schribersmaad.                                           |
|      | Anschlussgleis-Brücke                 | Sennwald |      | Eisenbahnbrücke (eingleisig) mit Rohrleitungen an der Brückenwand              | Balkenbrücke   | Stahl       | 24         | 434          | Anschlussgleis vom Bahnhof Salez-Sennwald zum Industriegebiet Heberriet. |
|      | Brücke bei Herberriet                 | Sennwald |      | Feldwegbrücke mit Rohrleitung an der Brückenwand                               | Fachwerkbrücke | Stahl       | 27         | 433          | |
|      | Heberrietstrasse-Brücke               | Sennwald |      | Strassenbrücke (zweispurig) mit Trottoir                                       | Balkenbrücke   | Beton       | 25         | 433          | Veloland-Route 2 Rhein-Route (Etappe 4 Buchs – St. Margrethen) |
|      | A13-Brücke                            | Lienz    |      | Autobahnbrücke (vierspurig) mit Pannenstreifen                                 | Balkenbrücke   | Beton       | 120        | 430          | Die erste Brücke (Autostrasse) wurde in den 1970er Jahren eröffnet. Die zweite Brücke (Ausbau zur vierspurigen Autobahn) wurde 1991 eröffnet. Höchstgeschwindigkeit 120 km/h Das Bauwerk überquert auch die Zollstrasse und ein Feldweg.               |
|      | Zollstrasse-Brücke                    | Lienz    |      | Strassenbrücke (zweispurig) mit Trottoir                                       | Balkenbrücke   | Beton       | 40         | 430          | Die Brücke wurde 1967 erstellt. Sie wird saniert und verstärkt für 40 t Fahrzeuge. Höchstgeschwindigkeit 80 km/h Skatingland-Route 1 Rhein Skate (Etappe 4 Buchs – St. Margrethen) Das Bauwerk überquert auch die Rheindammstrasse und ein Feldweg.    |
|      | Rheindammstrasse-Brücke               | Lienz    |      | Feldwegbrücke mit Rohrleitung an der Brückenwand                               | Balkenbrücke   | Beton       | 47         | 429          | Fahrverbot für Motorwagen und Motorräder: Ausnahmen nur mit der Bewilligung des Rheinunternehmens Höchstgewicht 16 t Veloland-Route 2 Rhein-Route (Etappe 4 Buchs – St. Margrethen)                                                                    |